# Battaglia di Bataan (1945)
La battaglia per la riconquista di Bataan (in filippino: Labanan para sa Bataan), combattuta dal 31 gennaio al 21 febbraio 1945, vide contrapporsi le forze statunitensi e le unità dell'Impero giapponese. La battaglia ebbe luogo durante la campagna delle Filippine della seconda guerra mondiale, con lo scopo di rendere sicura la costa occidentale della baia di Manila, così da permettere l'utilizzo del suo porto e aprire nuove linee di rifornimento per le truppe statunitensi impegnate nella decisiva battaglia per la liberazione di Manila.
La riconquista della penisola di Bataan venne considerata una vendetta per la resa delle disciolte Forze dell'Esercito degli Stati Uniti in Estremo Oriente (USAFFE) alle forze di invasione giapponesi il 9 aprile 1942.

## Gli antefatti
La rapida avanzata delle forze statunitensi nell'isola di Luzon, dirette sulla capitale Manila, aveva spinto al massimo la capacità delle loro linee di rifornimento che giungevano dal golfo di Lingayen, a nord-ovest, e che avevano efficacemente supportato l'offensiva, ma ora si trovavano sul punto di rottura.
La conquista della capitale era importante per ragioni sia strategiche che di morale, mentre la presa della baia di Manila era cruciale da un punto di vista logistico. Il suo porto era già in mani statunitensi ma sarebbe rimasto inutilizzato finché la penisola di Bataan e l'isola di Corregidor, a ovest, non fossero state rese sicure.
Il generale Douglas MacArthur affidò alla 6ª Armata del tenente generale Walter Krueger il compito di prendere Bataan e più tardi Corregidor. L'XI Corpo d'Armata statunitense, già impegnato nella campagna di Leyte, agli ordini del maggior generale Charles P. Hall, venne accorpato alla 6ª Armata per l'occasione. Composto dalla 38ª Divisione di Fanteria, comandata dal maggior generale Henry L.C. Jones, e dal 34º Reggimento di Fanteria della 24ª Divisione del colonnello Aubrey S. Newman, l'XI Corpo doveva sbarcare sulla costa di Zambales circa 40 km a nord-ovest di Bataan e avanzare rapidamente a est, per poi dilagare verso sud, liberando la penisola.
I servizi segreti statunitensi avevano seriamente sovrastimato le forze giapponesi su Bataan, pensando che avessero un'intera divisione sulla penisola. Il tenente generale Tomoyuki Yamashita, comandante delle forze giapponesi nelle Filippine, aveva deciso che difendere la baia di Manila era ben oltre le possibilità delle sue forze, così solo circa 4 000 soldati del "Gruppo Kembu", agli ordini del maggior generale Rikichi Tsukada, che erano state però suddivise tra Mindoro, Corregidor e la parte meridionale di Luzon, furono lasciate a contrastare gli statunitensi. L'unità di comando era il "Distaccamento Nagayoshi", dal nome del suo comandante, il colonnello Nagayoshi Sanenobu.

### La marcia verso la penisola
Il 29 gennaio 1945, la 38ª Divisione sbarcò nella zona di San Narciso, nella provincia meridionale di Zambales, senza trovare opposizione. Immediatamente, si diresse al campo d'aviazione di San Marcelino, dove scoprirono che i guerriglieri filippini del capitano Ramón Magsaysay (che in seguito diverrà presidente della Repubblica delle Filippine) avevano già reso sicuro il campo tre giorni prima. Le strutture portuali a Olongapo erano state conquistate dalla 34ª Squadra da Combattimento Reggimentale (unità di livello reggimentale con soli combattenti e priva di servizi) il 30 gennaio, così come l'isola Grande nella baia di Subic, dopo uno sbarco anfibio. Lo stupore di non trovare opposizione fu totale e ci fu solo una vittima statunitense, una recluta incornata da un toro infuriato. Per la fine di gennaio, la provincia di Zambales era stata liberata.
Il 151º Reggimento di Fanteria della 38ª Divisione mise in sicurezza l'entrata alla baia di Subic da sud, per poi essere posizionato come riserva dell'XI Corpo d'Armata. Nel frattempo, al 152º Reggimento fu affidata la missione di passare attraverso posizioni occupate dalla 34ª Squadra e avanzare verso est lungo l'irregolare e non asfaltata Strada 7 per circa 30 km fino a Dinalupihan, mentre al 149º Reggimento di Fanteria fu ordinato di muoversi verso est, passando a nord e muovendosi in parallelo al 152º Reggimento, mettersi in contatto con il XIV Corpo d'Armata e poi svoltare a sud-ovest lungo la Strada 7 per incontrarsi con il 152º stesso. Il generale Hall riteneva che la Strada 7 potesse essere percorsa e resa sicura in meno di una settimana.

## La battaglia

### Lo scontro sul Passo Zig Zag
Nagayoshi aveva deciso di opporre resistenza sugli accidentati monti Zambales alla base settentrionale della penisola, che gli statunitensi avevano ribattezzato "Passo Zig Zag". L'abbondanza di provviste e munizioni rendevano i giapponesi preparati per una lunga battaglia, ma le loro linee difensive principali erano sottili e allungate per circa due chilometri, lasciando le loro posizioni vulnerabili a manovre di aggiramento. Il Passo Zig Zag, attraversato dai tornanti della Strada 7, fu descritto come una zona di asperità e giungla molto fitta. Tutte le colline erano state fortificate dai giapponesi con un fitto sistema di buche, tunnel, trincee e casematte di tronchi o terra, collegate tra loro e ben mimetizzate dal fogliame.
Il 31 gennaio 1945, muovendosi nell'area a ovest di Olongapo, la 38ª Divisione avanzò verso est nell'intricato labirinto delle fortificazioni giapponesi, cercando allo stesso tempo entrambi i fianchi giapponesi. La mattina del 1º febbraio, dopo circa 5 km di avanzamento, il 152º Reggimento incappò nelle difese giapponesi al tornante "Ferro di Cavallo", il primo grande ostacolo del Passo Zig Zag. Dopo due giorni di aspro combattimento, con elevate perdite per il reggimento, l'avanzata si fermò. Lo sfavorevole e tortuoso terreno, le difficoltà di comunicazione nella fitta giungla e lo spostamento dei battaglioni, per tentare di trovare la linea principale giapponese, insieme con la caparbia resistenza dei nipponici, contribuì costantemente alla difficoltà organizzare l'avanzata del 152º. Ulteriore confusione venne causata dalla linea di difesa giapponese che andava da nord-ovest a sud-est e che non era conosciuta al tempo. Con l'offensiva in stallo, il generale Jones sollevò dal comando il comandante del 152º Reggimento.
Alla 34ª Squadra Reggimentale fu allora ordinato di riprendere l'offensiva verso est, sul Passo Zig Zag. Dopo sei giorni di duro combattimento, nonostante sbarramenti di artiglieria pesante di supporto e incursioni di bombardieri con il napalm della Forza Aerea dell'Esercito, la 34ª Squadra subì pesanti perdite e la sua offensiva si arenò, bloccando ogni ulteriore progresso. Il generale Jones allora inviò il 152º a riprendere l'attacco sul fianco destro giapponese, a nord della Strada 7, mentre il 6 febbraio, il 151º Reggimento si unì alla battaglia per dare il cambio alla 34ª Squadra che ripiegò. Confusione e frustrazione continuavano a regnare sul passo e, alla fine della giornata, il generale Hall sollevò dal comando il generale Jones, sostituendolo con il brigadiere generale William C. Chase.
Il giorno in cui il generale Chase assunse il comando, il 149º Reggimento di Fanteria completò la sua marcia verso est, a nord della Strada 7, e si mise in contatto con il XIV Corpo d'Armata. Dopodiché tornò verso ovest, a cavallo della Strada 7, per unirsi con il resto della 38ª Divisione. In tandem, il 151º e il 152º Reggimento cominciarono a fare progressi sempre verso est, attraverso il passo. Gradualmente, i giapponesi furono respinti e infine rimossi dall'area l'8 febbraio. Tre giorni più tardi, l'11 febbraio, il 151º fu richiamato per un'altra missione, mentre il 152º proseguì con l'offensiva e, per il 14 febbraio, finalmente si riunì con il 149º Reggimento.
Eliminate le ultime, piccole e sparpagliate sacche di resistenza, il Passo Zig Zag finì saldamente nelle mani della 38ª Divisione e, con esso, la parte settentrionale della penisola. A riprova della intensità delle scontro, circa 2 400 dei 2 800 giapponesi persero la vita e solo 25 furono fatti prigionieri.

### Gli sbarchi nel sud di Bataan
Dal 15 febbraio, due squadre speciali della 38ª Divisione furono impiegate per sbarchi anfibi nel sud di Bataan. Una, la Forza Sud, comandata dal generale Chase in persona, era composta dal 151º Reggimento di Fanteria rinforzato da un battaglione della 34ª Squadra da Combattimento Reggimentale, dal 139º Battaglione di Artiglieria Campale e da altri elementi assegnati. L'altra, la Forza Est, era composta dal rinforzato 1º Reggimento della 6ª Divisione di Fanteria, che fu assegnato alla 38ª Divisione per la missione. Il brigadiere generale William Spence, comandante dell'artiglieria della 38ª Divisione, guidava la forza.
L'11 febbraio, la Forza Sud salpò verso meridione dalla costa ovest di Luzon, a nord di Bataan, passò la notte del 14 febbraio in mare e sbarcò alle ore 10:00 del 15 febbraio al porto di Mariveles. Ben presto furono ritrovati degli elmetti statunitensi del tipo della prima guerra mondiale, usati fino a pochi anni prima, forati da proiettili, insieme ai resti di soldati americani che i giapponesi non avevano sepolto. Da Mariveles la forza si divise in due: una parte si fece strada lungo la costa ovest, verso Bagac, l'altra procedette lungo la costa opposta, verso Pilar.
Nel frattempo, la Forza Est avanzò il 12 febbraio da Dinalupihan in direzione sud, anch'essa verso Pilar, e fu presto accresciuta da elementi del 149º Reggimento di Fanteria. A Pilar anche questo gruppo si divise: una parte continuò verso sud oltre la città, l'altra svoltò verso ovest, a cavallo della Strada 111. Il 18 febbraio le due forze si unirono nei pressi di Bagac. Un grande scontro finale ebbe luogo nella notte del 15 febbraio e operazioni di pulizia continuarono su tutta la penisola per un'altra settimana circa. Infine, il 21 febbraio, dopo tre anni dall'occupazione giapponese, Bataan tornò di nuovo in mani alleate.

## Conseguenze
I giapponesi subirono molte perdite nella difesa del Passo Zig Zag, con più di 2 400 morti e 75 feriti. Il colonnello Nagayoshi sfuggì con 300 uomini e si unì alle altre forze di difesa, più lontano, a sud della penisola, resistendo fino a metà febbraio. La 38ª Divisione di Fanteria statunitense perse 270 uomini ed ebbe 420 feriti, mentre la 34ª Squadra subì 68 perdite e 268 feriti.
Fatta eccezione per il violento scontro della 38ª Divisione al Passo Zig Zag, la rapida e facile riconquista della provincia di Zambales e della penisola di Bataan permise agli statunitensi il pieno utilizzo della baia di Manila e del suo porto con acque profonde di prim'ordine. Ciò facilitò notevolmente il rifornimento delle forze americane in lotta per Manila.